# بنايرية
بنايرية إحدى بلديات ولاية الشلف التابعة لـ دائرة زبوجة. في عام 1998 كان عدد سكانها 13500.